# Santiago (Tavira)
Santiago is een plaats (freguesia) in de Portugese gemeente Tavira en telt 5904 inwoners (2001).